# Reaccionari
Reaccionari (del francès réactionnaire) és un terme que es va originar com a expressió pejorativa per a referir-se, des de la Revolució Francesa, al que s'oposa a la revolució, com a sinònim de contrarevolucionari. El reaccionarisme cerca el retorn a un statu quo ante, l'estat de les coses anterior a un canvi polític. En el cas de la Revolució Francesa, s'identifiquen amb l'Església Catòlica, la monarquia anterior i l'Antic Règim. Aquesta identificació es va anar matisant amb la posterior extensió del concepte revolució, el que va fer que el concepte reacció anés canviant també de contingut, passant a identificar-se usualment amb l'oposició entre els termes progressista i conservador, que pròpiament designaven al principi altres postures polítiques. Un dels principals teòrics de la contrarevolució serà Joseph de Maistre, com també hi va contribuir Chateaubriand.

## Seglexix
Forces socials com la noblesa i el clergat catòlic, moviments intel·lectuals com el romanticisme conservador, forces polítiques com la restauració de la monarquia absoluta que formen part del món ideològic del Congrés de Viena i el sistema internacional de Metternich; són les forces reaccionàries que s'oposen fins a la Revolució de 1848 a les revolucionàries o liberals. L'època del Vormärz, anterior a aquestes revoluciones, es caracteritzava pel seu autoritarisme i les seves polítiques antiliberals pretenen un estat de coses com si la Revolució Francesa mai no hagués tingut lloc.
A partir de 1848 o des del moment que és considerada nova classe dominant, la burgesia triomfant en tot Europa deixa de ser revolucionària, passa a témer la revolució social de les classes baixes, i el terme reaccionari passa a identificar-se per extensió amb els termes conservador o dretà, amb els quals no hagués de coincidir pròpiament segons el primer ús de la paraula.

## Segle XX
El mateix pot dir-se de la identificació amb partits o moviments polítics totalitaris del segle xx, com el feixisme, el nazisme; o amb sistemes polítics autoritaris, com el de Philippe Pétain (règim de Vichy) a la França ocupada, el de António de Oliveira Salazar a Portugal, o el de Francisco Franco Bahamonde a Espanya. El nazisme, però, no es considerava reaccionari, sinó que es presentava a si mateix com una forma d'avantguarda davant les altres formes de reacció (monarquistes prussians, l'Església Catòlica, la noblesa), als quals considerava enemics com ho serien els comunistes. Si més no, el ruralisme, la moral tipificada en formes tradicionalistes o antigues germàniques, el seu odi del liberalisme, la seva idealització fanàtica del poder, la raça, la història i el culte al líder el retornen al passat. Una connexió d'aquests moviments amb el "passat" és la seva desconfiança teòrica dels moderns mitjans de producció, la civilització industrial o l'evolució ideològica que ha tingut lloc durant el segle. I la paradoxa del nacionalisme agressiu d'aquestes dictadures és l'origen de la identificació entre Estat i Nació que tingué lloc per primera vegada en la Revolució Francesa i el republicanisme.
El cas del carlisme, a Espanya, és curiosament el d'un moviment reaccionari en el sentit original del terme, encara que des del segle xix ha canviat el seu contingut ideològic, però no un seguit de demandes clarament reaccionàries. També es troba en aquesta línia l'anomenat feixisme clerical o els actuals partits que s'anomenen Falange a les llistes electorals espanyoles (Falange Española, FE/La Falange, Falange Española Auténtica, Falange Española Independiente o Falange Española de las JONS Auténtica).